# Шепелев, Николай Иванович (1798)
Николай Иванович Шепелев — полковник, калужский помещик из рода Шепелевых. Предводитель Калужского дворянства. 

## Биография
Николай Шепелев родился в 1798 году в Калужской дворянской семье. Его отцом был предводитель Калужского губернского дворянства Иван Дмитриевич Шепелев. Мать — Елизавета Петровна, дочь Астраханского губернатора Петра Кречетникова. Дядя — граф Михаил Кречетников.
19 октября 1815 года был принят юнкером в кавалергарды. С 1817 года корнет, с 1818 поручик.
12 декабря 1826 года был назначен предводителем Калужского губернского дворянства. В 1827 году Шепелев был отправлен в отставку «по домашним обстоятельствам» со званием полковника. 22 августа 1827 года в день коронации Николая 1 был награждён орденом святой Анны 3 степени. 13 января 1830 снят с должности предводителя.
Николай Шепелев был благотворителем Тихоновой пустыни, и активно принимал участие в её воссоздании. На его средства игумен монастыря Геронтий (Васильев) построил новый Преображенский собор. Он владел Выксунскими чугунными заводами.
Скончался в 1859 году. Шепелев был похоронен в родовой усыпальнице в Тихоновой пустыни, вместе с родителями и сёстрами. Рядом с ним был похоронен генерал-майор Николай Жуков. В советское время усыпальница Шепелевых была разграблена.

Герб рода Шепелевых

## Семья
Отец — бригадир Иван Дмитриевич Шепелев
Мать — Елизавета Петровна Шепелева (Кречетникова)
Дед по матери — генерал-майор Пётр Никитич Кречетников
Двоюродный дед по матери — генерал-аншеф Михаил Никитич Кречетников
Дядя — генерал-лейтенант Дмитрий Дмитриевич Шепелев
Братья и сёстры — Софья, Мария, Дмитрий, Варвара, Евдокия, Екатерина, Анна и Александра Шепелевы
Племянник — драматург Александр Васильевич Сухово-Кобылин